# تلمبه زرین
تلمبه زرین یک منطقهٔ مسکونی در ایران است که در دهستان رزم‌آوران واقع شده‌است.